# Fuenteliante
Fuenteliante – gmina w Hiszpanii, w prowincji Salamanka, w Kastylii i León, o powierzchni 50,16 km². W 2011 roku gmina liczyła 117 mieszkańców.